# Đorđe Vajfert

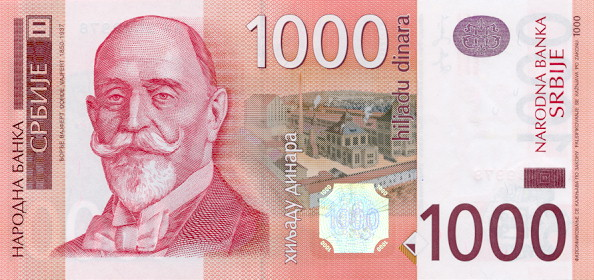
Wizerunek Vajferta na banknocie o nominale 1000 dinarów serbskich

Đorđe Vajfert (cyr. Ђорђе Вајферт; niem. Georg Weifert, ur. 15 czerwca 1850 w Pančevie, zm. 12 stycznia 1937 w Belgradzie) – serbski bankier i przedsiębiorca.

## Życiorys
Urodził się w rodzinie Szwabów naddunajskich. Od wczesnych lat pracował w browarze swojego ojca w Belgradzie. Po ukończeniu edukacji i przejęcia browaru od ojca znacznie rozwinął jego działalność. Następnie nabył kopalnie węgla w Kostolacu, miedzi w Borze i kopalnię złota – stając się tym samym najbogatszą osobą w kraju.
W 1890 roku objął funkcję prezesa Narodowego Banku Serbii, którą sprawował do 1904 roku oraz ponownie w latach 1912–1918. Za jego kadencji dinar serbski stał się silną i stabilną walutą. W 1918 roku stanął na czele nowo utworzonego Narodowego Banku Jugosławii. Przeprowadził akcję wymiany korony austro-węgierskiej na dinara jugosłowiańskiego. Był również opiekunem i sponsorem instytucji naukowych i kulturalnych. Jego wizerunek znalazł się na banknocie o nominale 1000 dinarów serbskich.